# N14 (Guinea)
Die N14 ist eine Fernstraße in Guinea, die in Tiguania an der Ausfahrt der N1 beginnt und in Oualia an der Grenze nach Sierra Leone endet. Sie ist 35 Kilometer lang.